# Stéphano Bistolfi
Stéphano Bistolfi est un footballeur italien naturalisé français né le 7 juin 1909 à Acqui Terme et mort le 4 janvier 2000 à Aubagne. Il évolue au poste de gardien de but. 

## Biographie
Après avoir joué à la Juventus Marseille au début des années 1930, l'Italien Stéphano Bistolfi rejoint l'Olympique de Marseille en 1934. Naturalisé français en 1935, il ne dispute aucun match de la Coupe de France gagnée par les Marseillais cette année-là. Le gardien de but fait cinq apparitions en Championnat de France de football sous le maillot de l'OM lors des saisons  1934-1935, 1935-1936 et 1936-1937. L'OM est champion de France à l'issue de cette dernière saison. 

## Palmarès
- Olympique de Marseille
  - Championnat de France
    - Champion : 1937.

## Statistiques
| Saison    | Club                   | Pays       | Championnat |
| --------- | ---------------------- | ---------- | ----------- |
| 1934-1935 | Olympique de Marseille | Division 1 | 2 matchs    |
| 1935-1936 | Olympique de Marseille | Division 1 | 2 matchs    |
| 1936-1937 | Olympique de Marseille | Division 1 | 1 match     |